# Station Coppenbrügge
Station Coppenbrügge (Haltepunkt Coppenbrügge) is een spoorwegstation in de Duitse plaats Coppenbrügge, in de deelstaat Nedersaksen. Het station ligt aan de spoorlijn Elze - Löhne.

## Indeling
Het station heeft één zijperron, welke niet is overkapt maar voorzien van een abri. Het station is te bereiken vanaf de straat Bahnhofstraße. Hier bevindt zich ook een klein parkeerterrein, fietsenstalling en een bushalte. Tevens staat hier het voormalig stationsgebouw, welke nu wordt gebruikt als hotel.

## Verbindingen
De volgende treinserie doet het station Coppenbrügge aan:
| Serie | Treinsoort                  | Route                                                                                 | Bijzonderheden                                          |
| ----- | --------------------------- | ------------------------------------------------------------------------------------- | ------------------------------------------------------- |
| RB 77 | Regionalbahn (NordWestBahn) | Bünde (Westf) – Löhne (Westf) – Hamelen – Coppenbrügge – Nordstemmen – Hildesheim Hbf | Weser-Bahn 1x per twee uur in het weekend Bünde - Löhne |